# 圖爾古特雷伊斯

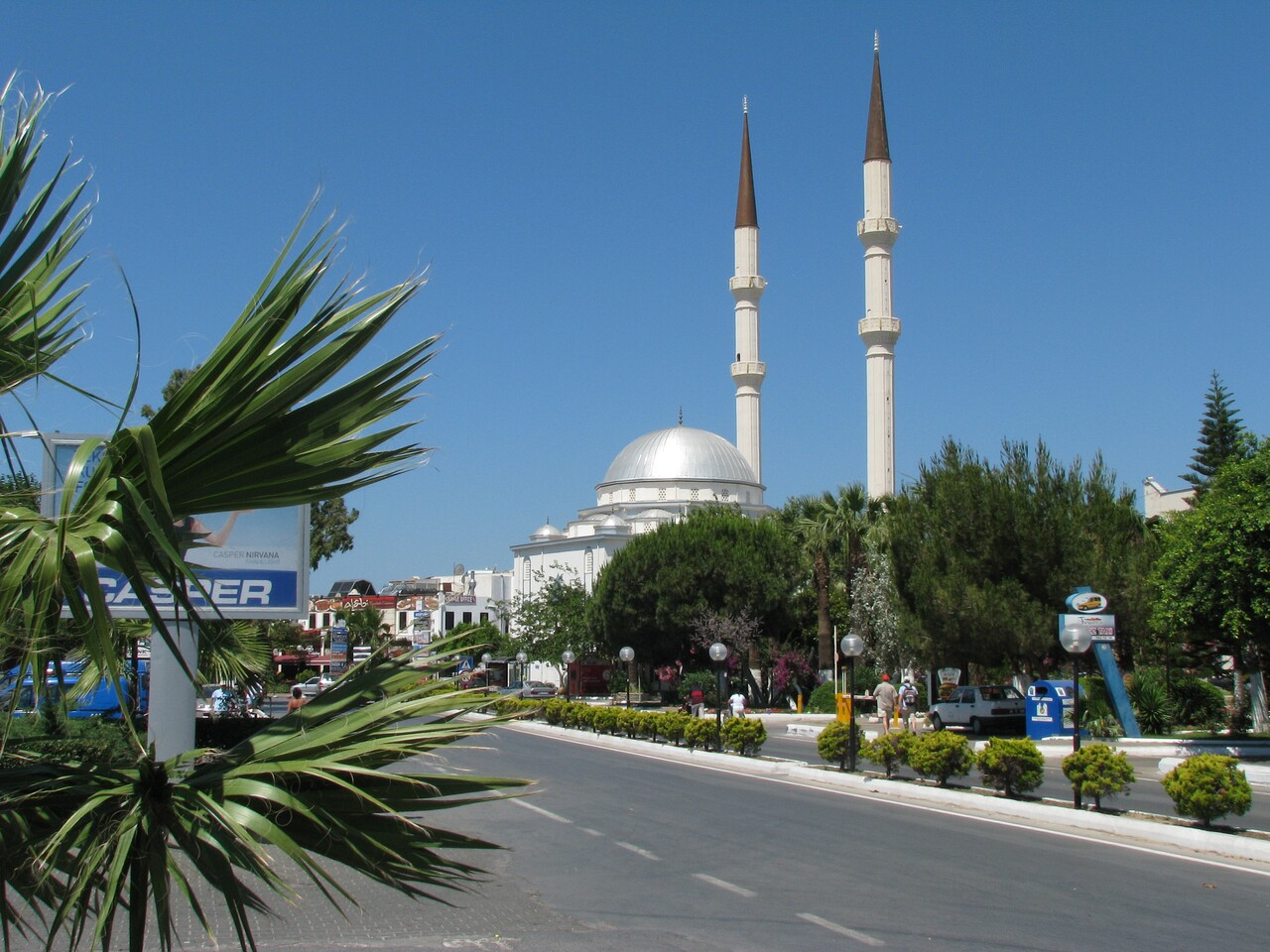

圖爾古特雷伊斯是土耳其的城鎮，位於該國西南部，由穆拉省負責管轄，主要經濟活動有農業和旅遊業，農產品有柑桔和蔬菜，2011年人口30,624。

## 外部連結
- Bodrum City Guide
- Pictures of Turgutreis （页面存档备份，存于）